# Bob Hope
Bob Hope (Eltham, Reino Unido; 29 de mayo de 1903-Toluca Lake, California; 27 de julio de 2003), nacido como Leslie Townes Hope, fue un artista estadounidense nacido en Inglaterra, que durante más de 60 años de carrera apareció en teatro, radio y televisión, en películas de cine, y en actuaciones para el ejército de los Estados Unidos.

## Biografía
Hope nació en Eltham, un barrio de Londres, Inglaterra, siendo el quinto de siete hermanos. Su padre William Henry Hope, inglés, era cantero de Weston-super-Mare y su madre Avis Townes Hope, galesa, era cantante de opereta aunque tuvo que dejarlo para dedicarse a limpiar. En sus memorias, Hope dice de su padre que «sólo tenía un defecto. Tenía la teoría de que, a causa de su trabajo, el polvo de las piedras se le acumulaba en la garganta. Por eso iba haciendo paradas en los pubs para eliminarlo».
La familia vivió en Weston-super-Mare, en Whitehall y en St. George en Bristol, antes de trasladarse a Cleveland, Ohio, en 1907. Hope se convirtió en ciudadano estadounidense en 1920, cuando tenía 17 años.
Antes de dedicarse al mundo del espectáculo, Hope trabajó como boxeador (con el nombre de Packy Easte), aunque no tuvo mucho éxito. Es entonces cuando participa en algunos concursos, imitando a Charles Chaplin. En uno de ellos le ve el comediante Fatty Arbuckle y en 1925 le da trabajo. Un año después, Hope forma parte de un número llamado "The Dancemedians" con las Hermanas Hilton. Después de cinco años en el mundo del vodevil, vuelve a Nueva York y comienza a aparecer en algunos musicales de Broadway. Sus actuaciones eran bien recibidas y los críticos comenzaron a destacar su sentido del humor.
Interpreta el papel de Huckleberry Haines en Roberta, una obra de Jerome Kern, con la que triunfa desde noviembre de 1933 hasta julio de 1934. A mediados los años 30, Hope vuelve a Hollywood, donde comienza con algunas películas de serie B para Warner Bros. En 1938, en la película The Big Broadcast of 1938, aparece cantando la canción que se convertirá en su sello, "Thanks for the Memory", siendo un éxito de ventas y crítica.
A partir de ese momento, las regulares apariciones de Hope en películas de Hollywood y en la radio le hacen uno de los más conocidos artistas de Estados Unidos.
En el cine, es recordado por películas como Morena y peligrosa y por las películas que protagonizó junto a Bing Crosby y Dorothy Lamour. Lamour es la artista femenina que más trabajó junto a Bob Hope, aunque también lo hicieron actrices como Lucille Ball, Jane Russell, Joan Collins o Katharine Hepburn. 

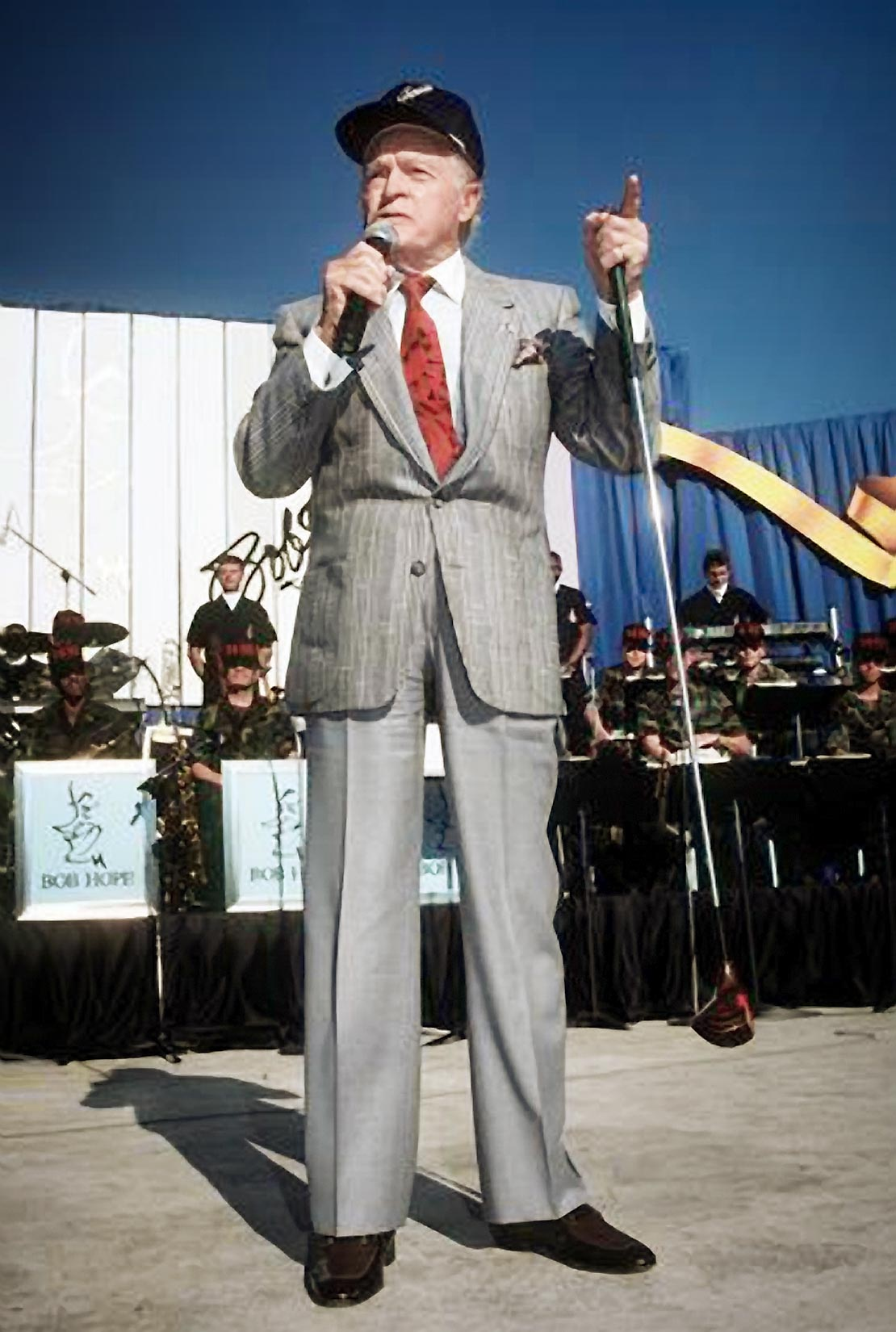
Bob Hope.

También actuó en la televisión, donde debutó en 1932, durante un test de transmisión en los estudios de la CBS en Nueva York. Su carrera en este medio transcurrió a lo largo de 64 años, trabajando principalmente para la NBC.
Nunca ganó un Óscar por sus interpretaciones, pero la Academia de las Artes y las Ciencias Cinematográficas le otorgó varios premios especiales y actuó como maestro de ceremonias en 18 ediciones de los Premios de la Academia, entre los años 50 y 80.
En el ámbito personal, se casó dos veces. La primera fue con su compañera de vodevil Grace Louise Troxell, con quien se casó el 25 de enero de 1933. No fue un matrimonio feliz, y el divorcio fue concedido el 19 de noviembre de 1934. Este matrimonio fue descubierto por el hijo de Groucho Marx, mientras escribía una biografía no autorizada de Hope. Posteriormente se casó con Dolores DeFina (1909-2011) el 19 de febrero de 1934. Dolores, cantante en un nightclub y conocida profesionalmente como Dolores Reade, a la que conoció dos meses antes del enlace, fue su esposa durante 69 años, siendo el matrimonio más duradero en la historia de Hollywood hasta la fecha de la muerte de Hope. Adoptaron cuatro hijos: Linda, Anthony, Eleanora Avis (Nora) y Kelly. Todos ellos de un orfanato en Evanston, Illinois. Ella murió en 2011 a los 102 años.
Debido a su longevidad, Hope sufrió dos "muertes prematuras". En 1998, un obituario preparado por la Asociación de la Prensa fue publicado en Internet por error. En 2003, su obituario estaba entre los que fueron publicados en CNN otra vez por error.
Hope celebró su centésimo cumpleaños el 29 de mayo de 2003. Para celebrar este evento, el cruce entre Hollywood Boulevard y Vine Street en Los Ángeles, California, fue llamado Bob Hope Square y su centenario fue declarado el Día de Bob Hope en 35 estados de los Estados Unidos. Hope murió dos meses después a causa de una neumonía, el 27 de julio de 2003, en su casa del lago Toluca, al norte de Hollywood. 
En la edición de los Premios Óscar de 2003, Tom Hanks le rindió tributo a toda su carrera. En dicha ceremonia, Julia Roberts realizó además un recuerdo especial a Katharine Hepburn, quien murió casi un mes antes que Hope, el 29 de junio de 2003.
La trayectoria de su conversión al catolicismo se puede entrever en su último libro, My Life in Jokes. En él dice que en los años 40 «yo ofrecía tiempo y risas —los hombres y mujeres que luchaban en la guerra estaban ofreciendo sus vidas—. Ellos me enseñaron todo sobre el sacrificio».
Dolores estaba deseando que él se hiciera católico. Y fue ella la que siguió planteándoselo como posibilidad. Y al final Bob accedió. El padre Groeschel dijo que cuando Bob se convirtió estaba muy lúcido y podía hablar, pese a tener 93 años.

## Premios y distinciones
Premios Óscar
| Año  | Categoría        | Resultado |
| ---- | ---------------- | --------- |
| 1945 | Oscar Honorífico | Ganador   |
| 1953 | Óscar honorífico | Ganador   |